# بومبنسييري
بومبنسييري (بالإيطالية: Bompensiere)‏ هي بلدية في مقاطعة كالتانيسيتا في صقلية الإيطالية.

## السكان
في سنة 1861 بلغ عدد السكان 485 نسمة، وتطور العدد ليصل في سنة 2011 لـ 610 نسمة.
يظهر هذا المخطط البياني تطور النمو السكاني لـ بومبنسييري